# مورغان الجنية
مورغان الجنية (Morgan le Fay) غالبًا ما تُعتبر ابنة غورلوا (Gorlois)، دوق كورنوال وإيغراين (Igraine)؛ ما يجعلها أختًا غير شقيقة (نصف شقيقة) للملك آرثر (Arthur)، الذي يُعد ابن إيغراين وزوجها الثاني أوثر باندراجون .

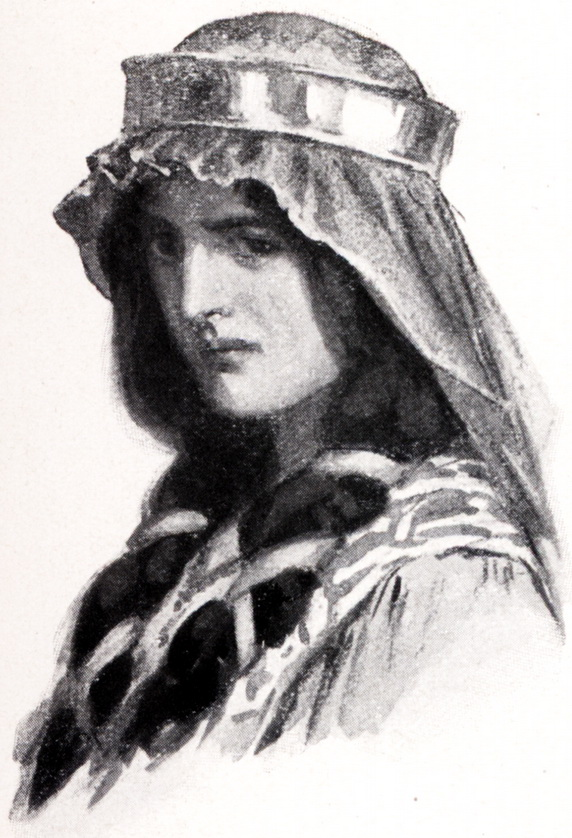

مورغان جنية من أساطير الملك آرثر التي ارتبطت بشخصيات عديدة. حيث ذكرها جفري أوف مونماوث في كتابه «حياة مرلين» وقال أنها حاكمة أفالون وأنها ماهرة في الطب وتغيير شكلها. وفي قصة إريك لكريتيان دي تروا ظهرت لأول مرة كأخت آرثر غير الشقيقة وخلال تطور الشخصية في القرنين الثاني عشر والثالث عشر أصبحت مرتبطة بشخصيتين هما الشافية والعدائية، حيث ظهرت في كتب لاحقة بأنها من خلق المشاكل بين آرثر وزوجته غوينيفير، ولكنها كانت عطوفة حيث حملته إلى أفالون عندما مات.
ربما نشأت شخصيتها من الأساطير الويلزية وكذلك من الأساطير القديمة والشخصيات التاريخية. وأقدم رواية موثقة لجيفري أوف مونماوث في حياة ميرلين (المكتوبة نحو عام 1150) تشير إلى مورغان بالاقتران مع جزيرة التفاح (أفالون)، والتي نُقل إليها آرثر بعد إصابته بجروح قاتلة في معركة كاملان، وكانت مثل زعيمة لتسع أخوات سحريات لا علاقة لهن بآرثر. وفي روايات الفروسية المبكرة لكريتيان دي تروا وآخرين، كان دور مورغان الرئيسي هو دور الشافية العظيمة. ويمكن أيضًا اعتبار العديد من الشخصيات الخيالية والعشيقة التي لم يُذكر اسمها والتي وجدت من خلال النوع الرومانسي الآرثري على أنها تجليات لمورغان في جوانبها المختلفة.
جعل المؤلفون الرومانسيون في أواخر القرن الثاني عشر من مورغان أختًا خارقة لآرثر. وفي أوائل القرن الثالث عشر في دوريات النثر الآرثرية المشتقة من روبرت دي بورون - والأعمال اللاحقة التي تستند إليها بدورها، من بينها كتاب توماس مالوري المؤثر موت آرثر، توصف مورغان عادة بأنها الابنة الصغرى لوالدة آرثر إيغرين وزوجها الأول غورلوا. فهو آرثر ابن إيغرين وأوثر، والأخ غير الشقيق لمورغان. وتعتبر ملكة أوركني واحدة من أخوات مورغان ووالدة موردريد. تزوجت مورغان غير راضية بأورين، وأنجبت منه ابنًا هو إيفين. وأصبحت متدربًة لميرلين، وخصمًا متقلبًا وحاسمًا لبعض فرسان المائدة المستديرة، بينما كانت تحمل كراهية خاصة لزوجة آرثر غوينيفير. وفي هذا التقليد هي أيضًا نشطة جنسيًا وحتى مفترسة، وتتخذ العديد من العشاق بما في ذلك ميرلين وأكولن، مع حب بلا مقابل للانسلوت. وفي بعض النسخ، بما في ذلك إعادة رواية مالوري الشعبية، مورغان هي العدو الأكبر لآرثر، حيث تخطط لاغتصاب عرشه وتصبح بشكل غير مباشر أداة لموته. ومع ذلك فقد تصالحت في النهاية مع آرثر، واحتفظت بدورها الأصلي في اصطحابه في رحلته الأخيرة إلى أفالون.
تتميز العديد من الأعمال الأخرى التي تعود إلى العصور الوسطى وعصر النهضة باستمرارية قصتها التطورية من أعقاب معركة كاملان عندما أصبحت ملكة أفالون الخالدة في كل من قصص الآرثرية وغير الآرثرية، وأحيانًا جنبًا إلى جنب مع آرثر. وبعد فترة من الغياب إلى حد كبير عن الثقافة المعاصرة، برزت شخصية مورغان مرة أخرى في القرنين العشرين والحادي والعشرين، حيث ظهرت في مجموعة متنوعة من الأدوار واللوحات. والجدير بالذكر أن شخصيتها الحديثة كثيرًا ما يجري الخلط بينها وبين أختها بصفتها والدة ابن آرثر وعدو موردريد، وهي المكانة التي لم تكن لمورغان نفسها أبدًا في أسطورة العصور الوسطى.

## علم أصل الكلمة والمنشأ
أقدم تهجئة للاسم (وجدت في حياة مرلين لجيفري أوف مونماوث، المكتوبة نحو عام 1150) هي Morgen، والتي من المحتمل أنها مشتقة من كلمة Morgen الويلزية القديمة أو البريتانية القديمة، والتي تعني «المولود في البحر» (من اللغة البريثونية الشائعة Mori-genā، والشكل المذكر هو Mori-genos، ودخلت الويلزية الوسطى بتهجئات مثل Moryen أو Morien؛ وهي شكل مشابه لكلمة Muirgen الأيرلندية القديمة، وهو اسم قديسة مسيحية كلتية ارتبطت بالبحر). ولا ينبغي الخلط بين الاسم والاسم المذكر الويلزي الحديث غير المرتبط به مورغان (كانت تهجئته Morcant في الفترة الويلزية القديمة). كما لقبها «le Fay» (ابتكره توماس مالوري في القرن الخامس عشر من الكلمة الفرنسية السابقة la fée «الجنية»؛ واستخدم مالوري أيضًا صيغة «le Fey» بدلًا من «le Fay»). وتشير بعض السمات إلى أن شخصية مورغان كانت من بقايا إناث خارقة للطبيعة من الأساطير الكلتية، ويمكن ربط اسمها الرئيسي بأساطير مورغنز (المعروفة أيضًا باسم ماري مورغان أو مورغان فقط)، أرواح المياه الويلزية والبريتونية الخيالية المتعلقة بأسطورة الأميرة داهوت (آيس). وفي حين أن العديد من الأعمال اللاحقة جعلت مورغان إنسانًة على وجه التحديد، إلا أنها تحتفظ بقواها السحرية، وأحيانًا أيضًا بصفاتها الدنيوية إن لم تكن الإلهية. في الواقع غالبًا ما يشار إليها إما باسم ملكة الجنيات أو بكلمة إلهة (ديا، دييس، غوتين) من قبل المؤلفين.
يشبه وصف جيفري لمورغان وأخواتها في حياة مرلين إلى حد كبير قصة الكاهنات الغاليّات التسعة لجزيرة سينا (الآن إيل دي سين) المسماة غاليسينا (أو غاليزنيه)، كما وصفها الجغرافي بومبونيوس ميلا خلال القرن الأول، وذلك يشير إلى أن وصف بومبونيوس للعالم (دي سيتو أوربيس) كان أحد المصادر الرئيسية لجيفري. ومن المحتمل أن يكون مصدر الإلهام الإضافي لشخصيتها هو الفولكلور الويلزي والأدب الأيرلندي في العصور الوسطى وسير القديسين. ومن الناحية التخمينية بدءًا من لوسي ألين باتون في عام 1904، ارتبطت مورغان بإلهة الصراع الأيرلندية المتغيرة ومتعددة الأشكال والمعروفة باسم موريغان («الملكة العظيمة»). ومن بين أنصار هذا الأمر الاحتمال روجر شيرمان لوميس، الذي شكك بارتباطها بمويرغن. وهناك التأثير المحتمل لعناصر الأساطير اليونانية الكلاسيكية من الساحرات أو الآلهة مثل سيرس وخاصة ميديا (الذين، على غرار مورغان، غالبًا ما يكونون خيرين أو أشرار بالتناوب)، ونساء سحريات أخريات من الأساطير الأيرلندية مثل اقتراح شخصية والدة البطل فريتش، وكذلك الشخصية التاريخية للإمبراطورة ماتيلدا. والبناء اليوناني بشكل رئيسي هو نظرية أصل جديدة نسبيًا من تأليف كارولين لارينغتون. وجرى اقتراح أن أحد المرشحين لشخصية آرثر التاريخي هو أرتور ماك إيدين، الذي لديه أخت تدعى مايثغين (ابنة الملك إيدين ماك غابرين، ملك دال رياتا (دالريادا) في القرن السادس)، والذي يظهر اسمه أيضًا على أنه اسم نبي كاهن في الأسطورة الأيرلندية للقديسة بريجيد من كيلدير.